# Ögonbryn
Ögonbryn är hår som växer vid ögonhålornas övre kant. De flesta människor har ögonbryn.

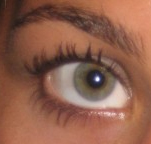
En kvinnas ögonbryn.

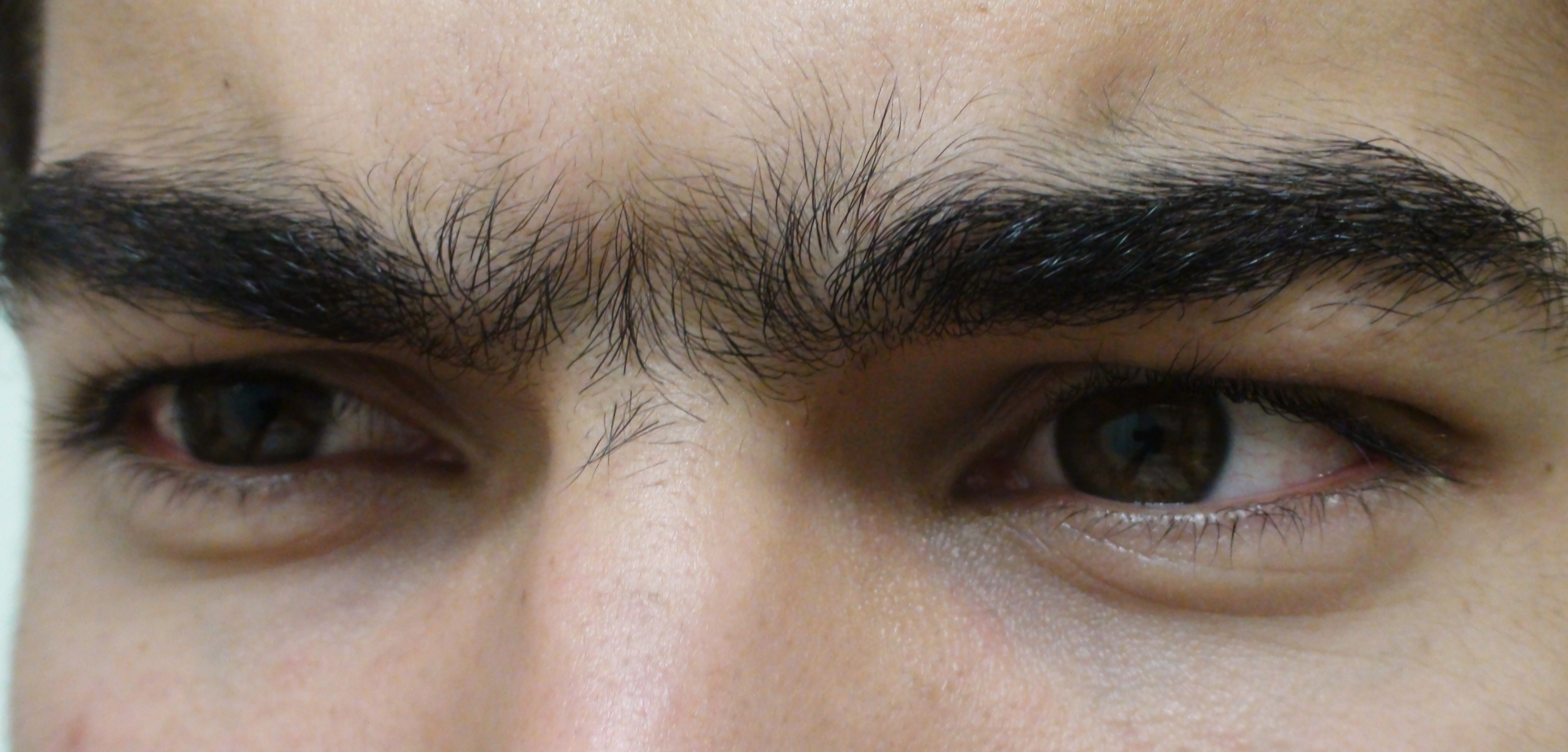
Unibrows kallas det när ögonbrynen växer ihop.

Ögonbrynens huvudfunktion är att skydda ögonen mot svett och regn. Deras form gör att detta istället rinner ner längs med sidorna runt ögonen. Ögonbrynen består av tre partier. Det inre partiet, närmast näsan, har hårstrån som växer uppåt och åt sidorna. Det mellersta partiet, ovanför iris, har hårstrån som växer uppåt-utåt. Det yttre partiet har hårstrån som växer åt sidorna, mot tinningarna.
Förlust av ögonbryn kallas madarosis, och är ett sjukdomstecken. Det kan drabba endast de yttre partierna, vilket kallas Hertoghes tecken (eller drottning Annes tecken), och är i så fall ett tecken på hypotyroidism.
Somliga har ögonbryn som växer ihop över näsroten, vilket på engelska kallas unibrows eller monobrows.